# Kirchlindach
Kirchlindach es una comuna suiza del cantón de Berna, situada en el distrito administrativo de Berna-Mittelland. Limita al norte con las comunas de Diemerswil y Münchenbuchsee, al este con Zollikofen y Bremgarten bei Bern, al sur con Berna, y al oeste con Wohlen bei Bern, Meikirch y Schüpfen.
Hasta el 31 de diciembre de 2009 situada en el distrito de Berna.

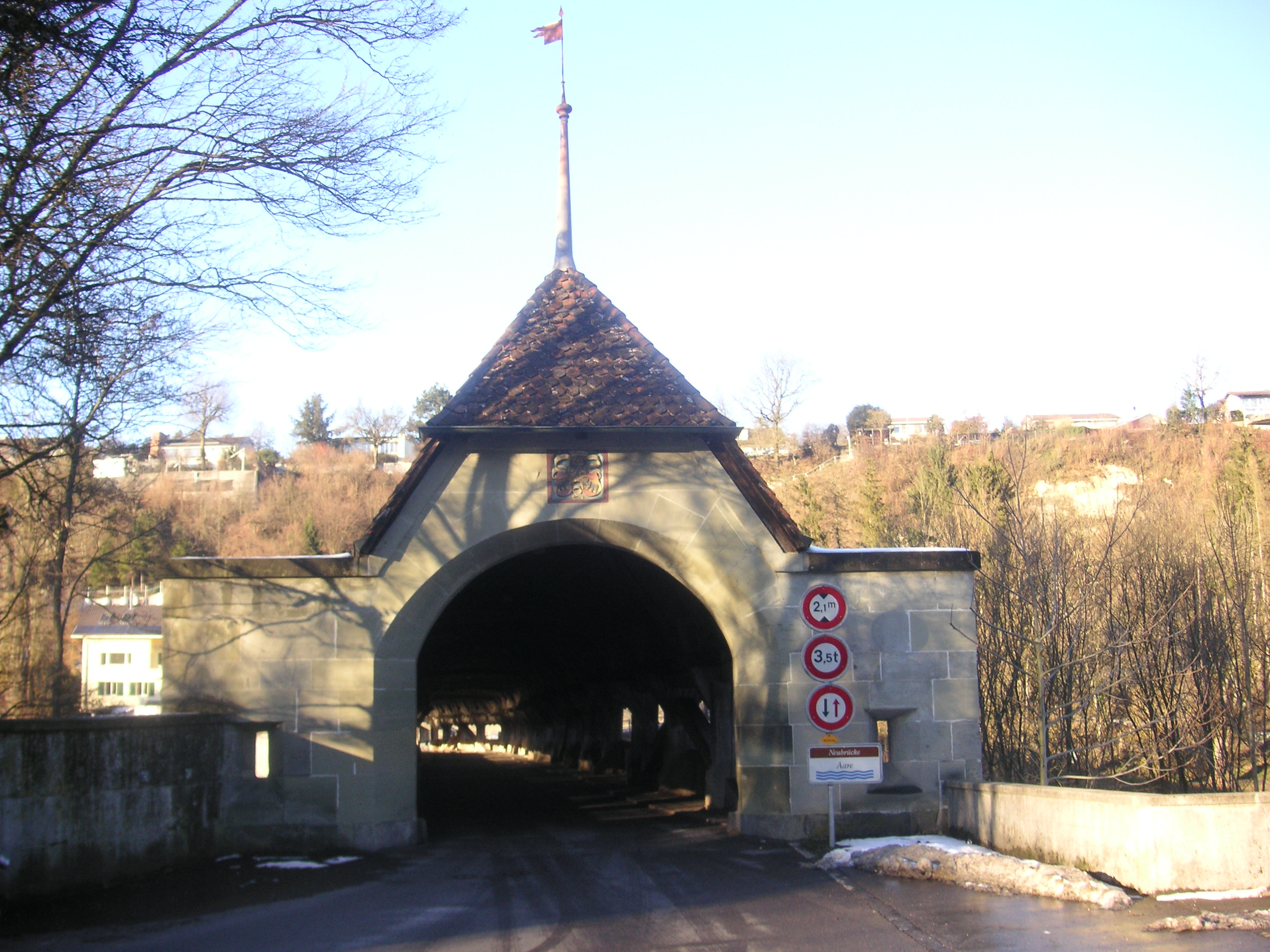
Portal sur del puente de Neubrügg.